# Lorenzo Priuli (cardinal)
Lorenzo Priuli (né en 1537 à Venise, en Vénétie, alors capitale de la République de Venise, et mort le 26 janvier 1600 dans la même ville) est un cardinal italien du XVIe siècle.
Il est un parent des cardinaux Matteo Priuli (1616), Pietro Priuli (1706), Luigi Priuli (1712) et Antonio Marino Priuli (1758).

## Biographie
Lorenzo Priuli est ambassadeur de Venise en Espagne, en France et au Saint-Siège. Comme laïc, il est élu patriarche de Venise en 1590 par le sénat de Venise.
Le pape Clément VIII le crée cardinal lors du consistoire du 5 juin 1596. Priuli participe au conclaves de 1621 (élection de Grégoire XV) et 1623 (élection d'Urbain VIII).

## Sources
- Fiche du cardinal Priuli sur le site fiu.edu